# 精華学研インターチェンジ
精華学研インターチェンジ（せいかがっけんインターチェンジ）は、京都府木津川市の京奈和自動車道（京奈道路）上にあるインターチェンジ。料金所は木津川市であるが、奈良県道・京都府道72号との接続部は精華町である。

## 歴史
- 1993年（平成5年）3月25日：精華下狛IC - 山田川IC間開通に伴い、供用開始[1]。
- 2024年（令和6年）3月18日：料金所がETC専用になる[2]。

## 周辺
関西文化学術研究都市の精華・西木津地区が広がる。
- 私のしごと館 - 2010年3月31日営業終了。跡地はけいはんなオープンイノベーションセンター。
- けいはんな記念公園
- 国立国会図書館関西館
- 同志社大学学研都市キャンパス

## 接続する道路
- 直接接続
  - 京都府道72号生駒精華線（精華大通り）

## 料金所
木津方面出入口のみに設置されている。城陽方面出入口には設置されていない。
2024年12月13日現在の基本的なレーン運用は次のとおり。設備点検時や交通状況等によっては変更される場合がある。

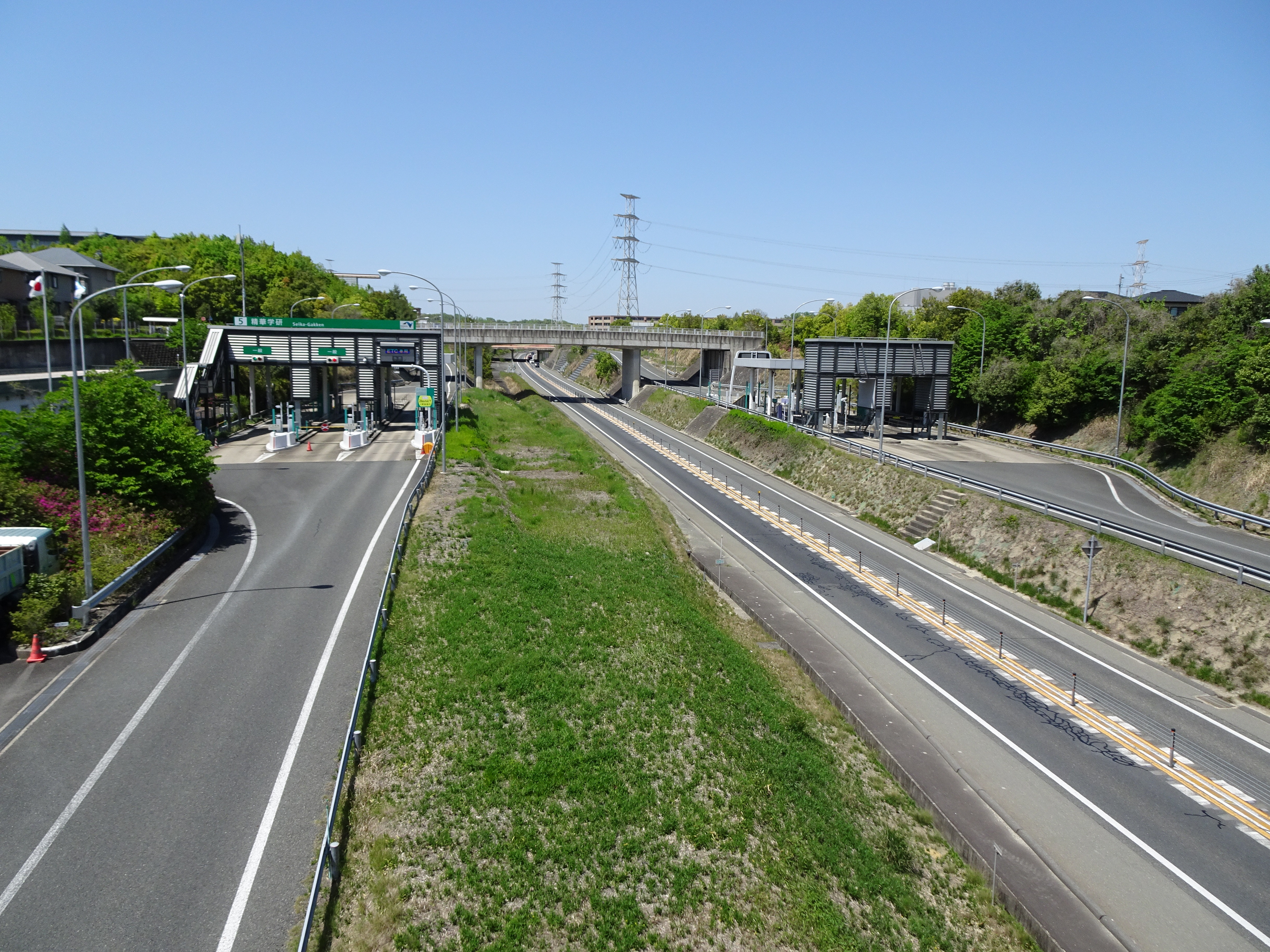
料金所付近

- レーン数：6

### 入口（木津方面へ）
- レーン数：3
  - ETC専用：1
  - サポート：2

### 出口（木津方面から）
- レーン数：3
  - ETC専用：1
  - サポート：2

## 隣
E24 京奈和自動車道（京奈道路）
(4) 精華下狛IC  -  (5) 精華学研IC - (6) 山田川IC